# 2016. októberi törzsközi összecsapások Idlib kormányzóságban
A 2016. októberi összecsapások Idlib kormányzóságban véres összecsapás-sorozat volt a szalafista dzsihádista Jund al-Aqsa és a szalafista szír felkelő Ahrar al-Sham csoport között, melyet több más felkelői csoport is támogatott. A két csoport a 2016-os hamái offenzíva korábbi szakaszaiban egymás szövetségesei voltak, de időnként elszórt összecsapásokra is sor került.

## Az összecsapások
A két csoport közti feszültség október 4-én csúcsosodott ki, mikor az Ahrar al-Sham elfogta a Jund al-Aqsa egyik tagját, akiről azt feltételezték, hogy az Iraki és Levantei Iszlám Állam egyik beépült sejtje volt. Erre válaszul a Jund al-Aqsa milicistái elrabolták az Ahrar al-Sham egyik tagját, feleségét ütlegelték, fivérét pedig lelőtték. Mindkét fél elfogott tagjuk kiszabadítására szólította fel az ellenfelét, és katonai beavatkozással fenyegetőztek.
A konfliktus október 6-án eszkalálódott, mikor a harcok kiterjedtek Idlib kormányzóság teljes területén, valamint Hamá kormányzóság északi részén. A Jund al-Aqsa elfoglalta az Ahrar al-Sham összes állását Khan Shaykhun városában, a Hamá kormányzóság északi részén lévőket pedig megtámadták. Eközben az Ahrar al-Sham az előbbit kiűzte Maarat al-Nu'manból és 4 másik idlibi faluból. Az Ahrar al-Sham és a Jabhat Fateh al-Sham 800 harcosa az összecsapások alatt átállt a Jund al-Aqsa oldalára.
A harcokra reagálva több másik felkelői csoport olyan nyilatkozatot írt alá, mely szerint nem fogják támogatni a Jund al-Aqsa ellen harcoló Ahrar al-Shamt a konfliktusban. A következő csoportok voltak az aláírók: Jaysh al-Islam, Suqour al-Sham Dandár, Sham Légió, Muzdsahedinek Hadserege, Fatah Halab, Fastaqim Unió.
Október 6-án a két csoport közötti harcok átterjedtek Jabal Zawiya falura, és megölték az Ahrar al-Sham egyik vezető parancsnokát. Másnap a Jund al-Aqsa véget akart vetni a haroknak, és védelmet akart saját maga számára biztosítani; ezért megerősítette a szövetséget, ami az al-Káida volt tagszervezetéhez, az al-Nuszra Fronthoz (más néven Jabhat Fateh al-Shamhoz) kötötte. Azonban miután Ahrar al-Sham elutasította az átállást, és azzal fenyegetett, hogy megtámadja a Jund al-Aqsát, a harcok Idlibben tovább folytak.
Két nappal később a Jund al-Aqsa, az Ahrar al-Sham és az al-Nuszra tűzszüneti megállapodást írt alá. Idlibben azonban hamarosan újra fellángoltak az összecsapások. Ráadásul a jelentések szerint a Jund al-Aqsa az al-Nuszra Fronttal közösen megtámadta az Ahrar Al-Shamnak a Tahtaya városában álló támaszpontját. Eközben a Jund al-Aqsa 150 harcosa állítólag átállt az ISIL-hez, mert a felkelők között ellentét alakult ki, a többiek pedig azal-Nuszrához akartak csatlakozni.
Október 13-án az Ahrar al-Sham általános parancsnoka bejelentette, hogy „vége” a Jund al-Aqsanak.